# بابی لی (دوچرخه‌سوار)
بابی لی (انگلیسی: Bobby Lea؛ زادهٔ ۱۷ اکتبر ۱۹۸۳) دوچرخه‌سوار اهل ایالات متحده آمریکا است.
وی در مسابقات کشوری و بین‌المللی در مجموع برندهٔ ۳ مدال طلا، ۳ مدال برنز شده‌است.